# József Révai
József Révai, właśc. József Lederer (ur. 12 października 1898 w Budapeszcie, zm. 4 sierpnia 1959 w Balatonaliga) – węgierski polityk komunistyczny żydowskiego pochodzenia, minister kultury w latach 1948–1953, jeden z czołowych działaczy Komunistycznej Partii Węgier i polityków okresu stalinizmu na Węgrzech.

## Życiorys
Uczył się w szkołach handlowych w Wiedniu i Berlinie. W 1918 roku był jednym z założycieli Komunistycznej Partii Węgier, później należał do jej najaktywniejszych działaczy. Brał udział w działalności rządu Węgierskiej Republiki Rad kierowanego przez Bélę Kuna, a po upadku republiki udał się do Wiednia. W grudniu 1930 roku wrócił do kraju, po czym został aresztowany i skazany na 3 lata więzienia. Podczas odbywania kary napisał kilka rozpraw na temat marksizmu i rewolucji.
W 1934 roku wyjechał do Pragi, a w 1937 roku do ZSRR. Pracował w Komitecie Wykonawczym Kominternu. Od grudnia 1937 do marca 1939 roku przebywał w Czechosłowacji, skąd po jej rozbiorze przez III Rzeszę ponownie udał się do ZSRR, gdzie pozostał do roku 1944. Od maja do września 1945 roku członek Wielkiej Rady Narodowej sprawującej przejściowo władzę podczas sowieckiej okupacji Węgier. W latach 1945–1956 członek KC KPW/WPP, od 1948 do 1953 roku był ministrem kultury i na tym stanowisku bezwzględnie egzekwował narzucanie wszystkim dziedzinom sztuki socrealizmu oraz zwalczał wszystkich niezależnych artystów. W okresie tym był trzecią osobą w państwie obok Mátyása Rákosiego i Ernő Gerő. W 1949 roku na jego polecenie w pełni upaństwowiono Węgierską Akademię Nauk. Po wybuchu powstania narodowego 25 października 1956 roku wraz z innymi czołowymi stalinowcami udał się do ZSRR, skąd wrócił w kwietniu 1957.

## Odznaczenia i wyróżnienia
- Nagroda Kossutha (1949)
- Order Kossutha II klasy (1948)
- Prezydencki Złoty Wieniec za Zasługi dla Republiki (1948)
- Order Zasługi Węgierskiej Republiki Ludowej I klasy (1950)
- Order Zasługi Węgierskiej Republiki Ludowej (1953)
- Order Czerwonego Sztandaru Pracy (1958)